# Delhi Capitals
Les Delhi Capitals, anciennement appelés Delhi Daredevils (2008-2018) sont une franchise indienne de cricket basée à Delhi. Elle est fondée en 2008 lors de la création de l'Indian Premier League (IPL), une compétition de Twenty20 fondée par la fédération indienne, le BCCI.

## Histoire

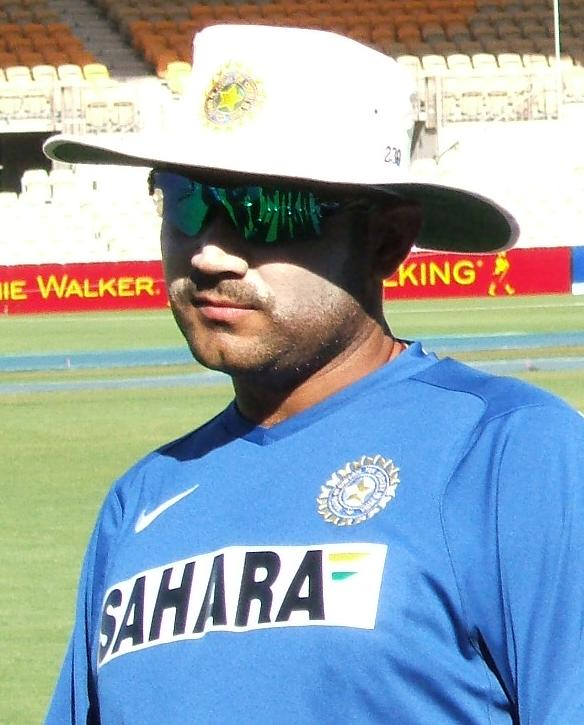
Virender Sehwag, capitaine des Daredevils en 2008 et 2009.

Le Board of Control for Cricket in India (BCCI) annonce en septembre 2007 la création de l'Indian Premier League, une compétition jouée au format Twenty20. En janvier 2008, le BCCI dévoile les propriétaires des huit franchises. Les futurs Delhi Daredevils sont achetés pour 84 millions d'US$, ce qui en fait la troisième équipe la plus chère de la ligue.
Le 20 février, soixante-dix-sept internationaux ou anciens internationaux des principales nations du cricket sont « mis aux enchères » auprès des huit franchises : la franchise proposant le salaire le plus élevé pour un joueur l'embauche. En tant qu'« icon player », Virender Sehwag est automatiquement affecté à l'équipe de sa région d'origine, et rejoint donc le club de Delhi en étant assuré de toucher 15 % de plus que le deuxième plus haut salaire de l'équipe. Delhi recrute son coéquipier en équipe nationale Gautam Gambhir pour 725 000 US$ par saison, ce qui permet à Sehwag d'en toucher plus de 833 000.
En 2011, l'arrivée de deux nouvelles équipes dans l'IPL pousse le BBCI à relancer des enchères globales, les équipes ont possibilité de garder quatre joueurs. Pour chaque joueur conservé, une somme est déduite de l'enveloppe allouée aux enchères. Delhi conserve uniquement Virender Sehwag (pour 1,8 M$) remettant tous les autres joueurs de l'effectif (y compris Gambhir) aux enchères.
En février 2011, lors l'enchère, Dehli acquiert Irfan Pathan pour 1,9 M$, cinquième plus grosse offre de toute l'enchère. Delhi complétera par les internationaux indiens : Naman Ojha, Ajit Agarkar, Ashok Dinda, Umesh Yadav, Venugopal Rao.
En 2008, les Daredevils perdent en demi-finale contre les futurs vainqueurs de l'épreuve, les Rajasthan Royals. L'année suivante, ils échouent encore une fois en demi-finale, cette fois encore face aux futurs lauréats, les Deccan Chargers. Leur première place acquise lors de la saison régulière leur permet toutefois de disputer la première Ligue des champions de Twenty20, en octobre 2009.

## Bilan

### Palmarès
- Indian Premier League : demi-finaliste en 2008, 2009

### Bilan saison par saison
| Saison | Résultat final                              | Saison régulière |
| ------ | ------------------------------------------- | ---------------- |
| 2008   | Demi-finalistes contre les Rajasthan Royals | 4e sur huit      |
| 2009   | Demi-finalistes contre les Deccan Chargers  | 1ers sur huit    |

## Honneurs
| Year | Indian Premier League | Champions League Twenty20 |
| 2008 | Les demi-finalistes   | Annulé (Q)                |
| 2009 | Les demi-finaliste    | Phase de groupe           |
| 2010 | Phase de groupe       | DNQ                       |
| 2011 | Phase de groupe       | DNQ                       |
| 2012 | Play-offs             | Les demi-finaliste        |
| 2013 | Phase de groupe       | DNQ                       |
| ---- | --------------------- | ------------------------- |

- DNQ = Did Not Qualify
- Q = Qualified

## Statistics

### Win–perte record
| édition                   | joué | Won | perte | attaché | Pas de résultat | Win%   | maison Win%          | loin Win%     | neutre Win%   | statut                                    |
| ------------------------- | ---- | --- | ----- | ------- | --------------- | ------ | -------------------- | ------------- | ------------- | ----------------------------------------- |
| IPL 2008                  | 15   | 7   | 7     | -       | 1               | 50%    | 4/7 (1 NR)= 66.67%   | 3/7= 42.86%   | 0/1=0%        | Les demi-finalistes                       |
| IPL 2009 (Afrique du Sud) | 14   | 10  | 4     | -       | -               | 66.67% | -                    | -             | 10/15= 66.67% | League Stage Table Toppers, Semifinalists |
| CL T20 2009               | 5    | 2   | 3     | -       | -               | 33.33% | 2/4= 50%             | 0/1= 0%       | -             | étape de la Ligue                         |
| IPL 2010                  | 14   | 7   | 7     | -       | -               | 50%    | 3/7= 42.86%          | 4/7= 57.14%   | -             | Létape de la Ligue                        |
| IPL 2011                  | 14   | 4   | 9     | -       | 1               | 30.77% | 1/7 (1 NR)= 16.67%   | 3/7= 42.86%   | -             | étape de la Ligue                         |
| IPL 2012                  | 18   | 11  | 7     | -       | -               | 61.11% | 5/8= 62.5%           | 6/9= 66.67%   | 0/1=0%        | Ligue Étape Table Toppers, Playoffs       |
| IPL cumulatif             | 76   | 39  | 37    | -       | 2               | 52.7%  | 14/29 (2 NR)= 51.85% | 16/30= 53.33% | 10/17= 58.82% |                                           |
| global                    | 81   | 41  | 40    | -       | 2               | 51.9%  | 16/33 (2 NR)= 51.61% | 16/31= 51.61% | 10/17= 58.82% |                                           |

Mise à jour jusqu'à ce que l'IPL 2012.

## Personnalités

### Capitaines et entraîneurs
| Saisons | Capitaine(s)    | Entraîneur    |
| ------- | --------------- | ------------- |
| 2008    | Virender Sehwag | Greg Shipperd |
| 2009    | Virender Sehwag | Greg Shipperd |